# ميجان لورانس
ميجان لورانس (بالإنجليزية: Megan Lawrence)‏ هي مغنية أمريكية، ولدت في 1972.

## وصلات خارجية
- ميجان لورانس على موقع IMDb (الإنجليزية)
- ميجان لورانس على موقع ميوزك برينز (الإنجليزية)